# Akatsuki-Klasse
Die Akatsuki-Klasse (jap. 暁型駆逐艦, Akatsuki-gata kuchikukan) war eine Klasse von vier Zerstörern der Kaiserlich Japanischen Marine, die im Zweiten Weltkrieg zum Einsatz kamen. Die japanische Marine bezeichnete die Schiffe auch als Spezialtyp-Zerstörer.

## Entwicklungsgeschichte und Bau
Zur Akatsuki-Klasse gehören die letzten vier (dritte Gruppe) von insgesamt vierundzwanzig Zerstörern des Spezialtyps, die erste bis zweite Gruppe werden als Fubuki-Klasse bezeichnet. Diese hatten genug optische und konstruktive Unterschiede, um als eigene Klasse angesehen zu werden. Der größte konstruktive Unterschied zu den vorherigen Schiffen bestand darin, dass in der Antriebsanlage nun drei statt vier Dampfkessel verbaut waren. Dieser neue verbaute Kesseltyp war größer und arbeitete mit mehr Druck, weshalb es möglich wurde, mit drei Kesseln genauso viel Leistung zu erbringen wie bisher mit vier Kesseln erreicht wurde. Optische Unterscheidungsmerkmale waren ein durch den neuen Kesseltyp bedingter schmalerer vorderer Schornstein und eine größere Brückenstruktur. Bei dieser hatte man eine weitere Ebene hinzugefügt, um die Feuerleitung zu verbessern.
Hinzu kamen gewichtssparende Maßnahmen, weshalb die Verdrängung geringer ausfiel als bei der Fubuki-Klasse. Die Hibiki war beispielsweise das erste vollständig geschweißte Schiff in der japanischen Marine. Die Schiffe der Akatsuki-Klasse wiesen aber immer noch die gleichen Stabilitätsprobleme auf, welche den Spezialtyp kennzeichneten und so mussten diese entsprechend behoben werden.
Die vier Zerstörer wurden im Rahmen des Bauprogramms von 1927 geordert und zwischen 1930 und 1932 auf vier verschiedenen Werften gebaut. Bedingt durch den Londoner Flottenvertrag wurden keine weiteren Einheiten mehr gebaut, da dieser die Standardverdrängung für Zerstörer auf 1500 ts festlegte und nur Ausnahmen für Flottillenführer zuließ, die 1850 ts verdrängen durften.

## Liste der Schiffe
| Name (Bei Planung)                    | Name (Bei Indienststellung) | Bauwerft                | Kiellegung       | Stapellauf       | Indienststellung  | Verbleib                                                                                       |
| ------------------------------------- | --------------------------- | ----------------------- | ---------------- | ---------------- | ----------------- | ---------------------------------------------------------------------------------------------- |
| Dai-55-Gō Kuchikukan Zerstörer Nr. 55 | Akatsuki (暁)               | Marinewerft Sasebo      | 17. Februar 1930 | 7. Mai 1932      | 30. November 1932 | versenkt am 13. November 1942 durch Schiffsartillerie, während der Seeschlacht von Guadalcanal |
| Dai-56-Gō Kuchikukan Zerstörer Nr. 56 | Hibiki (響)                 | Marinewerft Maizuru     | 21. Februar 1930 | 16. Juni 1932    | 31. März 1933     | außer Dienst, am 5. April 1947 Kriegsbeute UdSSR                                               |
| Dai-57-Gō Kuchikukan Zerstörer Nr. 57 | Ikazuchi (雷)               | Uraga Dock, Yokosuka    | 7. März 1930     | 22. Oktober 1931 | 15. August 1932   | versenkt am 14. April 1944 durch amerik. U-Boot USS Harder südöstl. von Guam                   |
| Dai-58-Gō Kuchikukan Zerstörer Nr. 58 | Inazuma (電)                | Fujinagata Zōsen, Osaka | 7. März 1930     | 25. März 1932    | 15. November 1932 | versenkt am 14. Mai 1944 durch amerik. U-Boot USS Bonefish östl. von Borneo                    |

## Technische Beschreibung

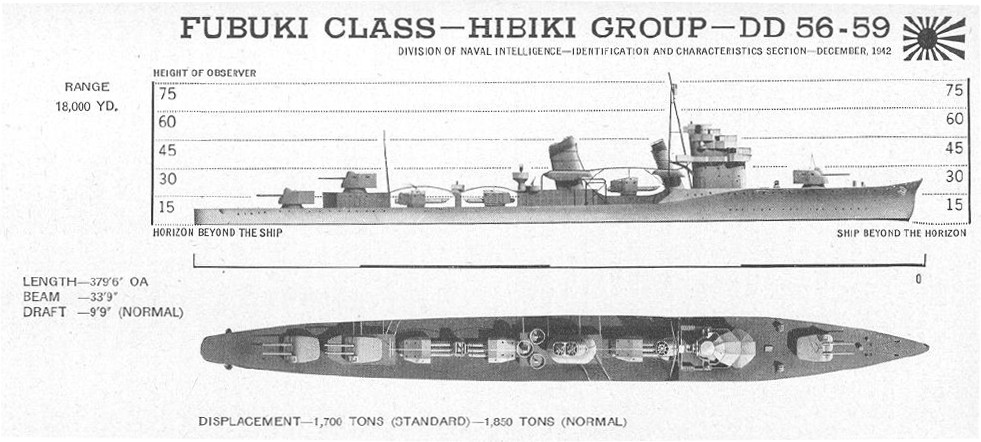
Die Akatsuki-Klasse in einem amerikanischen Erkennungshandbuch

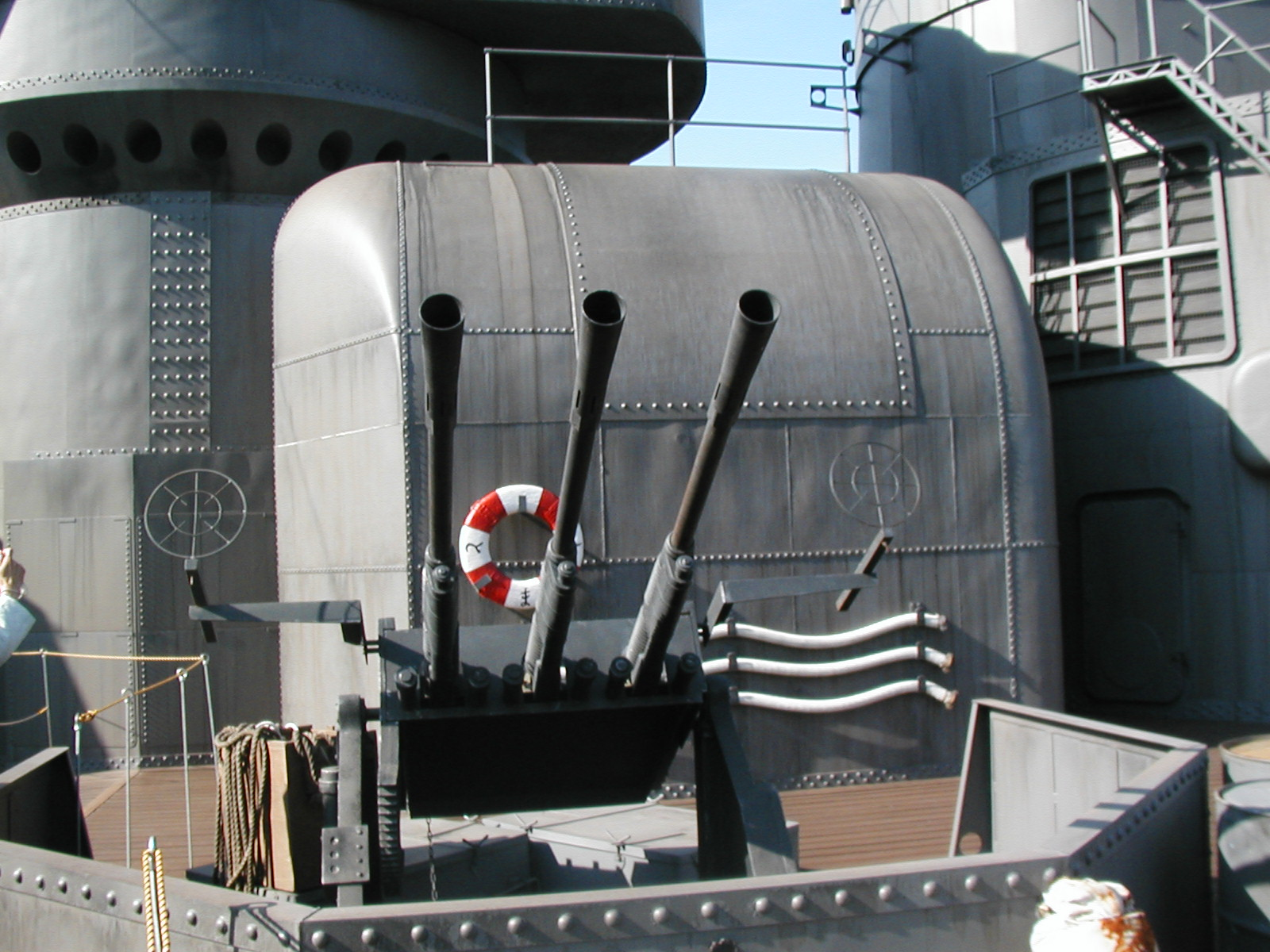
Maschinenkanone 2,5 cm Typ 96 in Drillingslafette der Kaiserlich Japanische Marine

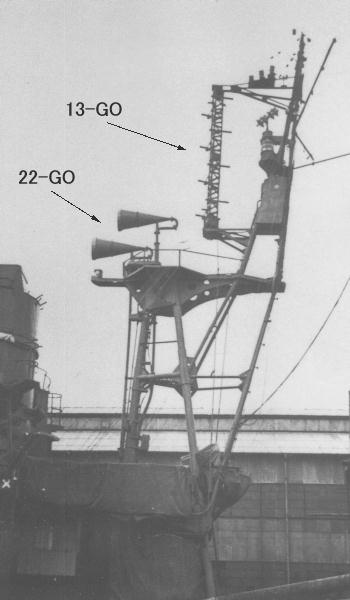
Radargeräte der Typen 22 und 13, hier im Hauptmast eines Zerstörers der Akizuki-Klasse

### Rumpf
Der Rumpf eines Zerstörers der Akatsuki-Klasse war 118,4 Meter lang, 10,36 Meter breit und hatte bei einer Verdrängung von 1.706 Tonnen einen Tiefgang von 3,2 Metern.

### Antrieb
Der Antrieb erfolgte durch drei ölbefeuerte Dampferzeuger – Kampon-Kesseln des Yarrow-Typs, jeder in einem gesonderten Raum untergebracht – und zwei Getriebeturbinensätze, mit denen eine Gesamtleistung von 50.000 PS (36.775 kW) erreicht wurde. Die Leistung wurde an zwei Wellen mit je einer Schraube abgegeben. Die Höchstgeschwindigkeit betrug 38 Knoten (70 km/h). Es konnten 482 Tonnen Kraftstoff gebunkert werden, was eine maximale Fahrstrecke von 5.000 Seemeilen (9.260 km) bei 14 Knoten ermöglichte.

### Besatzung
Die Besatzung hatte eine Stärke von 197 Mann.

### Bewaffnung

#### Artillerie
Bei der Indienststellung bestand die Bewaffnung aus sechs 12,7-cm-Typ-3-Geschützen mit Kaliberlänge 50 in drei Zwillingstürmen des B-Modells. Diese waren in Bootsmittellinie, einer vor dem Brückenaufbau und zwei hinter bzw. auf dem achteren Deckshaus aufgestellt. Der innere Turm (Turm B) war so angeordnet, dass er den äußeren überschießen konnte (sogenannte überhöhte Endaufstellung). Theoretisch war das Turmmodell B zur Flugabwehr fähig, aber die niedrige Höhenrichtgeschwindigkeit und mangelnde Ausbildung verhinderten einen effektiven Einsatz in dieser Rolle.

#### Flugabwehr
Zur Flugabwehr standen zwei 13,2-mm-Maschinengewehre des Typs 93 zur Verfügung, die auf einer Plattform am hinteren Schornstein beidseitig aufgestellt waren.
Während der Umbauphase der Jahre 1937/38 wurde die Flugabwehrausstattung verstärkt, indem die zwei 13,2-mm-Maschinengewehre Typ 93 durch vier 2,5-cm-Maschinenkanonen des Typs 96 in Doppellafette ersetzt wurden.
Bedingt durch die starken alliierten Luftstreitkräfte während des Krieges kam es zu einer kontinuierlichen Verstärkung der 2,5-cm-Geschütze. Begonnen wurde damit, eine zusätzliche Doppellafette vor der Brücke auf einer Plattform aufzustellen, dann den Turm B an Land zu geben und diesen durch zwei Drillingslafetten zu ersetzen. Mit den durch Drillingslafetten ersetzten Doppellafetten beiderseits des achteren Schornsteins befanden sich nun vierzehn 2,5-cm-Geschütze an Bord. Bei der Hibiki als letztem verbliebenen Schiff kamen 1944 weitere vierzehn Einzellafetten hinzu, was die Gesamtzahl auf achtundzwanzig Geschütze erhöhte.

#### Torpedos
Die Torpedobewaffnung bestand aus drei um 360° schwenkbaren Dreifachtorpedorohrsätzen im Kaliber 61 cm, die Torpedos des Typ 8 verschossen. Diese waren in Bootsmittellinie aufgestellt. Die Mitnahme von neun Reservetorpedos war vorgesehen.
Ab dem Jahr 1937 wurden die Torpedos des Typs 8 durch solche des Typs 93 ersetzt und Reservetorpedos waren nur noch drei an Bord, je einer für einen Torpedorohrsatz.

#### U-Jagdausrüstung
Zur U-Jagd waren zwei Ablaufgestelle mit der Möglichkeit des Einsatzes von 18 Wasserbomben vorhanden.

### Sensoren

#### Radar
Japanische Zerstörer waren zum Beginn des Pazifikkrieges noch nicht mit Funkmesstechnik ausgerüstet. Erst Mitte des Jahres 1943 erhielten erste ausgewählte Einheiten das Radar des Typs 22. Dieses zur Seeraumüberwachung und Feuerleitung fähige System, das aus einem Doppelhorn – eines zum Senden und eines zum Empfangen – bestand, war im Hauptmast hinter der Brücke verbaut, arbeitete mit einer Wellenlänge von 10 cm und hatte eine Sendeleistung von 2 kW. Bedingt dadurch, dass frühe japanische Radargeräte unzuverlässig und ihr Bedienpersonal schlecht ausgebildet war, neigten Kommandanten dazu, Hinweise durch diese nicht ernst zu nehmen und sich auf die klassischen Aufklärungsmethoden, wie den Ausgucke mit optischen Geräten, zu verlassen. Dieses Vertrauen wurde immer problematischer, da die Amerikaner immer bessere Radarsysteme einführten und sie hauptsächlich zur Feuerleitung einsetzten.
Im Jahr 1944 erhielten die verbliebenen Zerstörer zur Luftraumüberwachung Geräte des Typs 13, die über eine lange Leiterantenne verfügte, die üblicherweise auf dem achteren Mast montiert war. Dieses Radargerät konnte eine Gruppe von Flugzeugen in Entfernungen bis zu 100 Kilometer und ein einzelnes Flugzeug in bis zu 50 Kilometer orten. Es arbeitete mit einer Wellenlänge von 100 cm und hatte eine Sendeleistung von 10 kW.

#### Sonar
Zur Suche nach U-Booten war ein Echoortungssystem des Typs 93 und einem Hydrophon-Set vom Typ 93 eingerüstet. Dieses Hydrophon-Set bestand aus zwei Gruppen zu je acht Sensoren, eine Gruppe auf jeder Schiffsseite.